# Polinésios
Os povos polinésios consistem em vários grupos étnicos que falam nativamente línguas polinésias, um ramo das línguas oceânicas, e habitam a Polinésia. Entre as variantes de maior população, estão os maoris, os samoanos, taitianos e tonganeses. Grupos polinésios desempenharam importante papel na história da exploração marítima, assentando-se em ilhas do Havaí antes de 800 d.C, na ilha de Páscoa antes de 1200 e na Nova Zelândia pouco depois.